# نهائي كأس الملك السعودي 1980
نهائي كأس الملك السعودي 1980 هي المباراة النهائية لبطولة كأس الملك السعودي 1980، أقيمت في يوم 2 مايو 1980، بين نادي الهلال ونادي الشباب وفاز بها نادي الهلال بعد تغلبه على نادي الشباب بنتيجة 3-1.

## عن الفريقين
| الفريق | نهائيات سابقة (الخط العريض يشير لسنة الفوز) |
| ------ | ------------------------------------------- |
| الهلال | 1961، 1963، 1964، 1968، 1977                |
| الشباب | 1969                                        |

## الطريق إلى النهائي
| الهلال | الهلال  | الجولة      | الأهلي   | الأهلي |
| نتيجة  | المنافس | الجولة      | المنافس  | نتيجة  |
| 4–1    | الوحدة  | دور الـ16   | الاتفاق  | 0–4    |
| 3–0    | الرياض  | ربع النهائي | القادسية | 2–3    |
| 2–1    | أحد     | نصف النهائي | الاتحاد  | 0–3    |

## تفاصيل المباراة
| الهلال | 3–1 | الشباب |
| ------ | --- | ------ |
|        |     |        |